# Facing Future
Facing Future är ett album utgivet 1993 av den hawaiianske sångaren och musikern Israel Kamakawiwoʻole.

## Låtlista
1. "Hawaiʻi '78 Introduction" – 5:05
2. "Ka Huila Wai" – 3:20
3. "ʻAmaʻama" – 2:14
4. "Panini Pua Kea" – 3:07
5. "Take Me Home Country Road" – 4:56
  - Tolkning av John Denvers Take Me Home, Country Roads
6. "Kuhio Bay" – 3:31
7. "Ka Pua Uʻi" – 2:55
8. "White Sandy Beach Of Hawaiʻi" – 2:37
9. "Henehene Kou ʻAka" – 4:22
10. "La ʻElima" – 3:40
11. "Pili Me Kaʻu Manu" – 2:33
12. "Maui Hawaiian Sup'pa Man" – 3:53
13. "Kaulana Kawaihae" – 4:01
14. "Somewhere Over The Rainbow"/"What a Wonderful World" – 5:08
15. "Hawaiʻi '78" – 5:15